# 岡山県立矢掛商業高等学校
岡山県立矢掛商業高等学校（おかやまけんりつ やかげしょうぎょうこうとうがっこう）は、岡山県小田郡矢掛町に存在した県立の高等学校である。

## 沿革
- 1962年1月9日 - 矢掛商業高等学校として設立認可を受ける[1]
- 1976年3月31日 - 県営に移管し、岡山県立矢掛高等学校西分校となる[1][2]
- 1985年4月1日 - 岡山県立矢掛高等学校から独立し岡山県立矢掛商業高等学校になる[3]
- 2004年3月 - 矢掛高等学校との統合により生徒募集が停止される
- 2006年3月31日 - 岡山県立矢掛商業高等学校閉校[4]

## 部活動
2005年9月6日現在アーカイブされた当校Webサイトによると以下の部活動が活動していた。

### 運動部
- バレーボール部
- バスケットボール部
- ソフトボール部
- 陸上競技部
- ソフトテニス部
- 卓球部

### 文化部
- 情報処理部
- 吹奏楽部
- 新聞部
- 茶華道部
- 郷土芸能部
- 珠算部
- ワープロ部
- 放送映像部
- 社会問題研究会